# Конуи (город)
 Ко́нуи или Ко́нуэй (англ. и валл. Conwy) — город в Великобритании, Уэльс, городе-графстве Конуи. Население — 14 208 человек (2001), популярный среди туристов город на северном побережье Уэльса.
Замок Конуи и крепостная стена были построены по распоряжению Эдуарда I в период между 1283 и 1289 годами как часть завоевания княжества Уэльс. В Конуи Лливелином Великим был основан монастырь Аберконуи, Эдуард и его войска захватили монастырь и переселили монахов в долину Конуи на новое место в Маенан. Восточная и западная стена местной церкви все ещё сохраняют некоторые части первой церкви монастыря.
В Конуи есть и другие достопримечательности, которые помогут привлечь посетителей города. Висячий мост Конуи, спроектированный Томасом Телфордом, был завершён в 1826 году и пересекает реку Конуи рядом с замком. В настоящее время мост открыт только для пешеходов и находится под охраной Национального фонда. Железнодорожный мост через реку Конуи был построен Робертом Стефенсоном в 1849 году.
Национальный фонд также владеет купеческим домом Аберконви, который является единственным сохранившимся зданием XIV века. Другим интересным зданием является Плас Маур, дом елизаветинских времён, построенный в 1576 году семьёй Винн. Он был отреставрирован и приведён к первоначальному состоянию XVI века, в настоящий момент он находится в ведении организации Cadw. На набережной Конуи находится дом, внесённый в Книгу рекордов Гиннесса. Это Самый маленький дом Великобритании, здесь находится музей.

## Транспорт
Через город проходят шоссе A55, являющееся частью Европейского маршрута E22, и «Северо-Уэльская прибрежная железная дорога».

## Галерея

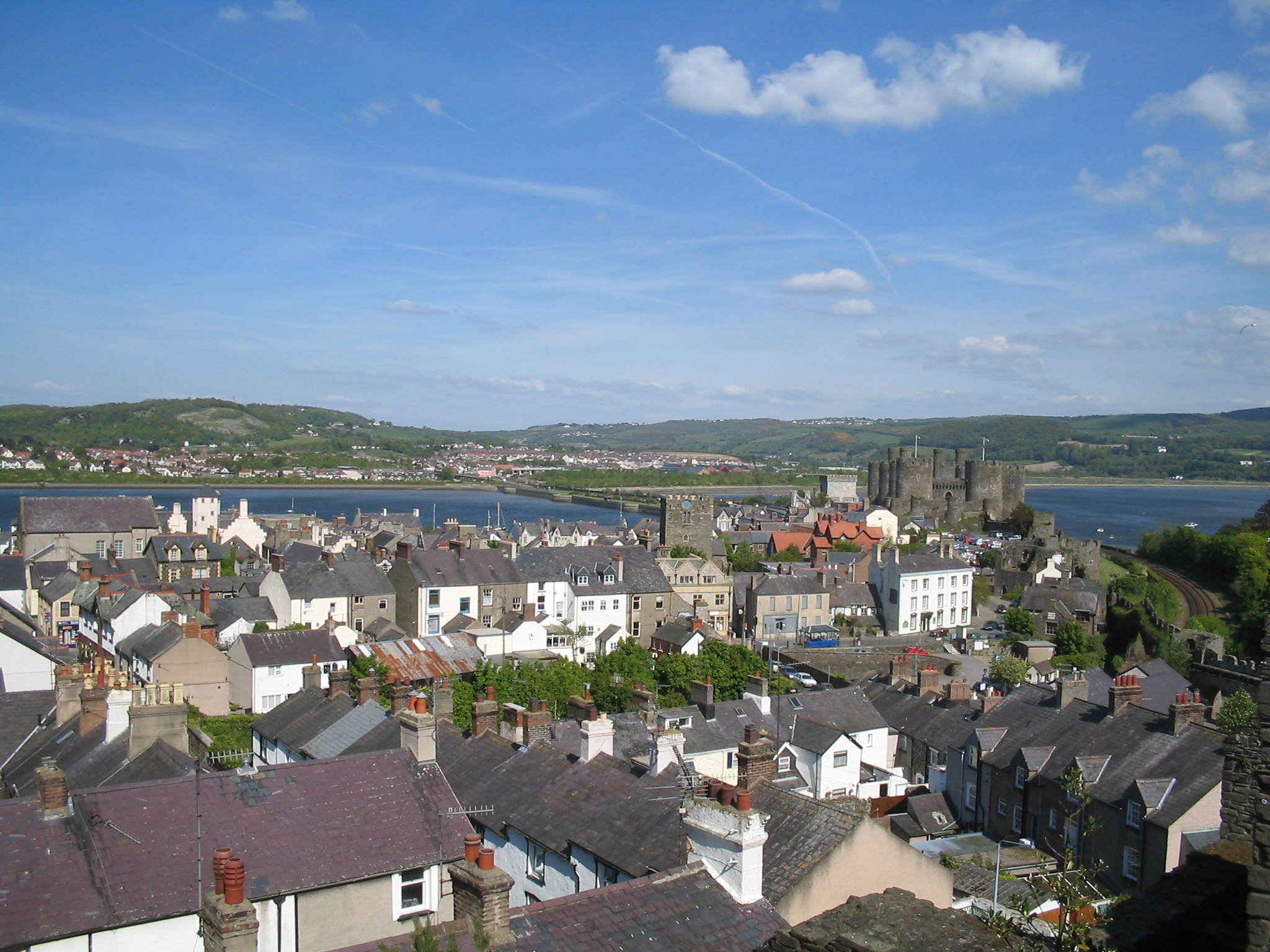
Вид на город, замок Конуи — справа
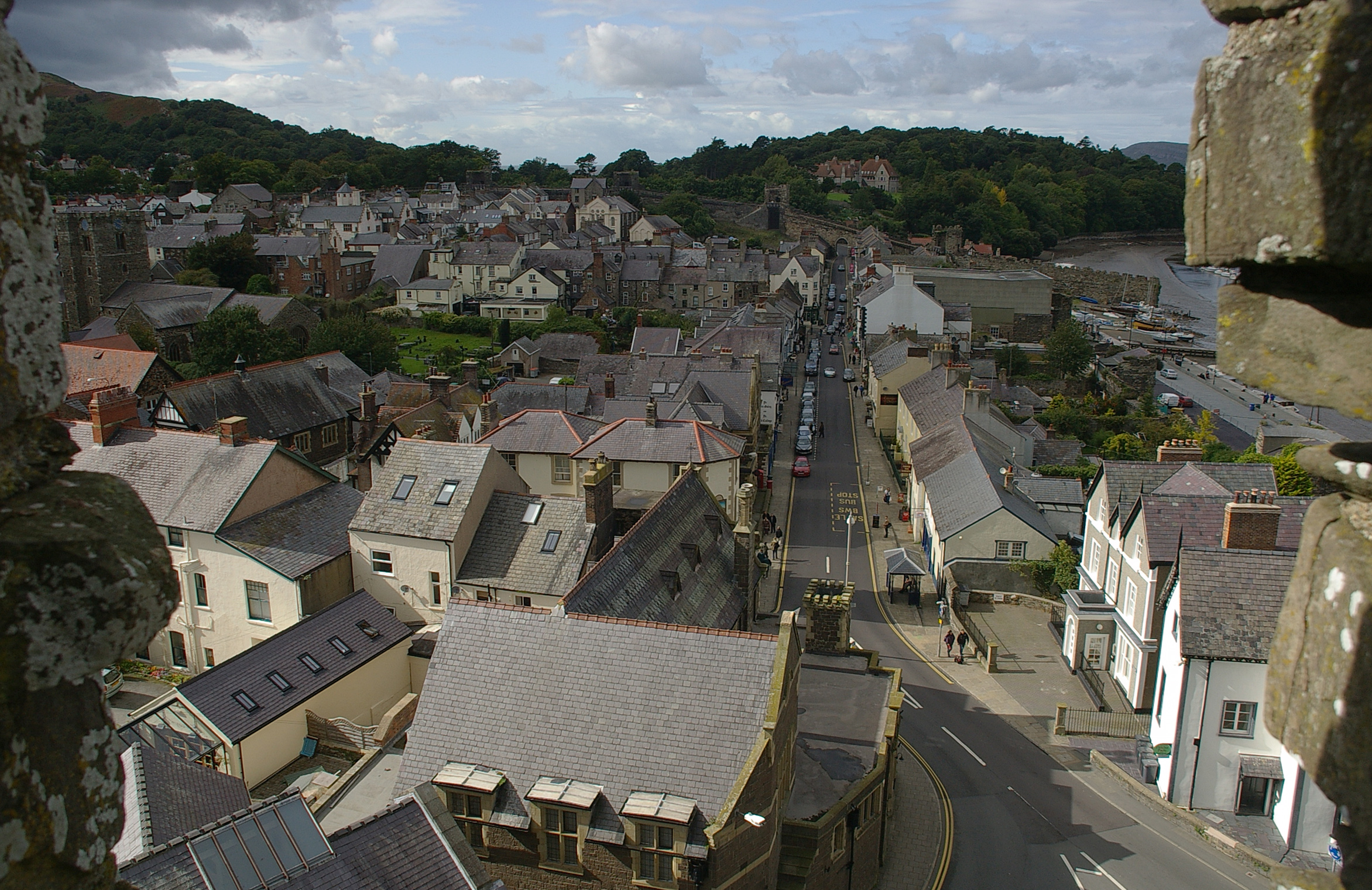
Вид на Castle Street города с западной башни замка Конуи